# ウェイン郡 (イリノイ州)
ウェイン郡（英: Wayne County）は、アメリカ合衆国イリノイ州の南東部に位置する郡である。2010年国勢調査での人口は16,760人であり、2000年の17,151人から2.3％減少した。郡庁所在地はフェアフィールド（人口5,154人）であり、同郡で人口最大の都市でもある。

## 歴史
ウェイン郡は1819年にエドワーズ郡から分離して設立された。郡名はアメリカ独立戦争と北西インディアン戦争の将軍だったアンソニー・ウェインに因んで名付けられた。

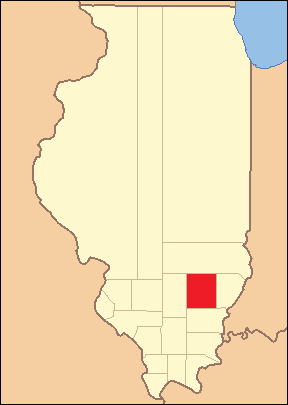
1819年創設時から1821年までの郡領域
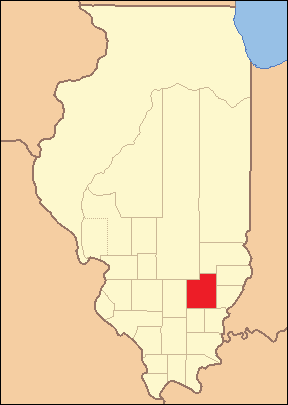
1821年から1824年まで
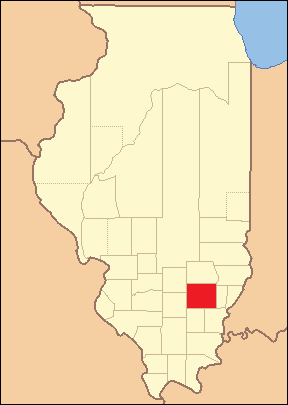
1824年から現在の領域

## 地理
アメリカ合衆国国勢調査局に拠れば、郡域全面積は715.49平方マイル (1,853.1 km2)であり、このうち陸地713.81平方マイル (1,848.8 km2)、水域は1.67平方マイル (4.3 km2)で水域率は0.23％である。

### 主要高規格道路
- 州間高速道路64号線
- アメリカ国道45号線
- イリノイ州道2号線
- イリノイ州道7号線
- イリノイ州道15号線
- イリノイ州道142号線
- イリノイ州道161号線
- イリノイ州道242号線

### 隣接する郡
- クレイ郡 - 北
- リッチランド郡 - 北東
- エドワーズ郡 - 東
- ホワイト郡 - 南東
- ハミルトン郡 - 南
- ジェファーソン郡 - 南西
- マリオン郡 - 北西

## 気候と気象
近年、郡庁所在地であるフェアフィールド市の平均気温は1月の20°F (-7 ℃) から7月の88°F (31 ℃) まで変化している。過去最低気温は1994年1月に記録された-23°F (-31 ℃) であり、過去最高気温は1901年7月に記録された113°F (45 ℃) である。月間降水量は2月の2.70インチ (69 mm) から4月の4.80インチ (122 mm) まで変化している。

## 人口動態
以下は2000年国勢調査による人口統計データである。
| 基礎データ - 人口: 17,151人 - 世帯数: 7,143 世帯 - 家族数: 4,971 家族 - 人口密度: 9人/km2（24人/mi2） - 住居数: 7,950軒 - 住居密度: 4軒/km2（11軒/mi2） 人種別人口構成 - 白人: 98.71% - アフリカン・アメリカン: 0.15% - ネイティブ・アメリカン: 0.20% - アジア人: 0.34% - 太平洋諸島系: 0.01% - その他の人種: 0.06% - 混血: 0.54% - ヒスパニック・ラテン系: 0.60% 先祖による構成 - アメリカ人：33.8％ - ドイツ系：16.4％ - イギリス系：15.9％ - アイルランド系：8.1％ | 年齢別人口構成 - 18歳未満: 23.7% - 18-24歳: 7.9% - 25-44歳: 25.8% - 45-64歳: 23.8% - 65歳以上: 18.8% - 年齢の中央値: 40歳 - 性比（女性100人あたり男性の人口） - 総人口: 94.8 - 18歳以上: 90.0 世帯と家族（対世帯数） - 18歳未満の子供がいる: 29.8% - 結婚・同居している夫婦: 58.3% - 未婚・離婚・死別女性が世帯主: 8.3% - 非家族世帯: 30.4% - 単身世帯: 27.6% - 65歳以上の老人1人暮らし: 14.8% - 平均構成人数 - 世帯: 2.37人 - 家族: 2.88人 収入と家計 - 収入の中央値 - 世帯: 30,481米ドル - 家族: 37,729米ドル - 性別 - 男性: 29,148米ドル - 女性: 20,989米ドル - 人口1人あたり収入: 15,793米ドル - 貧困線以下 - 対人口: 12.4% - 対家族数: 9.0% - 18歳未満: 15.7% - 65歳以上: 10.7% |

## 郡区
ウェイン郡は下記20の郡区に分割されている。
| - アーリントン - バーンヒル - ベドフォード - ベリー - ビッグマウンド - エルムリバー - フォーマイル | - ガーデンヒル - グロバー - ヒッコリーヒル - インディアンプレーリー - ジャスパー - キース - ラマード | - リーチ - マッシロン - マウントエリー - オーチャード - オーレル - ジフ |  |

## 都市と町
| - フェアフィールド - 郡庁所在地 - ゴールデンゲイト - シスニー - ジェファーソンビル - ジョンソンビル | - キーンズ - ミルショールズ - マウントエリー - シムズ - ウェインシティ |

## 未編入の町
| - アーデン - ボイルストン - クレストビュー - クリスプ - カンバーランド - エルリー | - エンタープライズ - ジェフ - ゴールデンゲイト - メリアム - オーチャードビル - ライナード |